# گور (تگزاس)
گور، تگزاس (به انگلیسی: Goree, Texas) یک شهر در ایالات متحده آمریکا با جمعیت ۳۲۱ نفر است که در تگزاس واقع شده‌است.

## موقعیت جغرافیایی
موقعیت جغرافیایی شهرها و مناطق اطراف به شرح زیر است: